# 秦夢眾
秦夢眾為台灣知名廣播節目主持人，曾服務於復興廣播電台、警察廣播電台、快樂聯播網，現於台北廣播電台Fm93.1繼續主持老牌深夜節目《尋夢園》。學歷：國立臺灣藝術大學應用媒體藝術研究所碩士；曾擔任教育廣播電臺節目主持人與司法院法官學院講師；以及公共電視《科技體育》節目主持人、台視《往日情懷》節目主持人。
1992年，開啟兩岸廣播文化交流，赴上海人民廣播電台授課，與對岸主持人分享台灣的廣播經驗，同年11月23日與上海人民廣播電台主持人麥風聯合主持現場直播節目，為海峽兩岸隔絕多年以後首次兩岸廣播主持人聯袂合作；次年並獲邀擔任上海銀都藝員進修學校客座教授。
2000年擔任廣播金鐘獎頒獎典禮主持人。
2021年9月25日應邀擔任第56屆廣播金鐘獎頒獎人。